# Мацола Роман Миколайович
Рома́н Микола́йович Мацо́ла (нар. 11 серпня 1974, с. Грушово, Закарпатська область) — український підприємець, політик, громадський діяч, меценат, народний депутат України 8-го скликання, засновник Громадської організації «Інститут солідарності громад». Співзасновник компанії «Перша приватна броварня».

## Життєпис
Має вищу економічну освіту. У 2009 році закінчив Тернопільський національний економічний університет (спеціальність «Менеджмент організацій»), отримав диплом магістра.
З липня 1992 до лютого 1994 — товарознавець ТОВ ВКФ «Конкурент».
З лютого 1994 до грудня 1997 — завідувач складу-магазину ТОВ ВКФ «Конкурент».
З січня 1998 до грудня 1998 — директор ТОВ «Олмар».
З грудня 1998 до вересня 2012 — заступник директора з комерційної діяльності ТОВ «Олмар».
З вересня 2012 до 2014 — директор ТОВ «Олмар».
З 27 листопада 2014 до 29 серпня 2019 — народний депутат України.
На позачергових виборах до Верховної Ради України 21 липня 2019 р. балотувався в одномандатному виборчому окрузі № 190 у Хмельницькій області, як самовисуванець. Здобувши 38,19 % виборців (26 337 голосів) посів друге місце у виборчих перегонах.

## Парламентська діяльність
Роман Мацола є автором цілої низки законопроєктів у сфері економіки, соціального захисту, правоохоронної діяльності, житлово-комунального господарства, захисту тварин, тощо. У травні 2016 році, згідно з дослідженням [Архівовано 26 вересня 2017 у Wayback Machine.] Громадянської мережі «Опора» з-поміж 105 депутатів-мажоритарників Роман Мацола визнаний найкращим.
У Верховній Раді 8-го скликання:
- член Комітету Верховної Ради України з питань законодавчого забезпечення правоохоронної діяльності;
- заступник члена Постійної делегації у Парламентському вимірі Центральноєвропейської ініціативи;
- член груп з міжпарламентських зв'язків з Чеською Республікою, Грецькою Республікою, Китайською Народною Республікою, Республікою Конго, Італійською Республікою, Угорщиною, Республікою Польща.

## Громадська діяльність
У 2015 році Мацола заснував громадську організацію, метою якої є забезпечення якісних змін за принципом «Гідне життя кожного — в єдності інтересів громад». Організація працює задля розвитку громад Полонського, Славутського та Шепетівського районів, а також міст Полонне, Славута та Шепетівка.
«Інститут солідарності громад» проводить навчання представників органів місцевого самоврядування, представників громадського сектору, фінансує індивідуальні стипендії, проводить конкурси мікро-грантів для реалізації соціальних проєктів.

## Особисте життя
Одружений, виховує двох дітей.

## Відзнаки
Родина Мацоли активно підтримує та допомагає у розбудові Української Православної Церкви Київського Патріархату, за що отримала чимало церковних нагород.
У листопаді 2016 року Указом Патріарха Київського і Всієї Руси-України Романа Мацолу, «за заслуги у відродженні духовності в Україні та утвердження Помісної Української Православної Церкви» нагороджено Орденом Святого Миколая Чудотворця.
У жовтні 2015 року Святійший Патріарх Філарет відзначив Романа Мацолу орденом Володимира Великого ІІ ступеня. Крім того, Романа Миколайовича нагороджено орденом Христа Спасителя.